# Eriochloa procera
Eriochloa procera är en gräsart som först beskrevs av Anders Jahan Retzius, och fick sitt nu gällande namn av Charles Edward Hubbard. I den svenska databasen Dyntaxa används istället namnet Eriochloa ramosa. Enligt Catalogue of Life ingår Eriochloa procera i släktet Eriochloa och familjen gräs, men enligt Dyntaxa är tillhörigheten istället släktet Eriochloa och familjen gräs. IUCN kategoriserar arten globalt som livskraftig. Arten förekommer tillfälligt i Sverige, men reproducerar sig inte. Inga underarter finns listade i Catalogue of Life.